# Violeta-branca
A violeta-branca (Viola alba) é uma planta vivaz da família das Violáceas.
É uma planta vivaz baixa, com as folhas em roseta, triangulares de forma cordiforme, com estolhos não radicantes, estípulas lanceoladas e flores brancas pouco ou nada perfumadas. Comum em toda a Europa meridional.